# Libice nad Cidlinou
Libice nad Cidlinou (en allemand : Libitz an der Zidlina) est une commune du district de Nymburk, dans la région de la Bohême-Centrale, en République tchèque. Sa population s'élevait à 1 274 habitants en 2020.

## Géographie
Libice nad Cidlinou se trouve à 5 km à l'est-sud-est de Poděbrady, à 12 km au sud-est de Nymburk et à 54 km à l'est de Prague.
La commune est limitée par Odřepsy au nord, par Opolany à l'est, par Velký Osek au sud, et par Pňov-Předhradí, Oseček, Poděbrady et Choťánky à l'ouest.

## Histoire
La première mention écrite de la localité date de 981.

## Source
- (en) Cet article est partiellement ou en totalité issu de l’article de Wikipédia en anglais intitulé « Libice nad Cidlinou » (voir la liste des auteurs).